# Tilburgs sexdagars
Tilburgs sexdagars eller Brabants sexdagars var ett nederländskt sexdagarslopp i bancykling som avhölls i Tilburg och endast arrangerades i två upplagor:
Zesdaagse van Tilburg: 14–19 mars 2009 på en av ett rosa tält övertäckt flyttbar velodrom.
Zesdaagse van Brabant: 5–10 september 2011 på en tillfällig velodrom uppbyggd i den nybyggda ishallen Ireen Wüst IJsbaan
Ett lopp skulle ha avhållits i september 2010, men arrangörerna fick inte ihop finanserna. Ett tredje lopp skulle sedan ha avhållits i ishallen i september 2012, men arrangören och stadsfullmäktige kunde inte komma överens om finansieringen. och det har inte blivit fler upplagor.

## Podieplaceringar
| År   | Vinnare                         | Tvåa                          | Trea                          |
| 2009 | Franco Marvulli Tristan Marguet | Léon van Bon Pim Ligthart     | Leif Lampater Fabian Schaar   |
| 2010 | ej arrangerat                   |                               |                               |
| 2011 | Nick Stöpler Yoeri Havik        | Cyrille Thièry Loïc Perizzolo | Roy Pieters Geert-Jan Jonkman |